# يوزيف بيلاش
يوزيف بيلاش (بالمجرية: Balázs József)‏ هو لاعب كرة قدم مجري، ولد في 9 مايو 1984 في Orosháza ‏ في المجر. لعب مع نادي بكسكابا 1912 إلوره.

## وصلات خارجية
- يوزيف بيلاش على موقع اتحاد المجر (الهنغارية)